# Dreifaltigkeitskirche (Veselí)

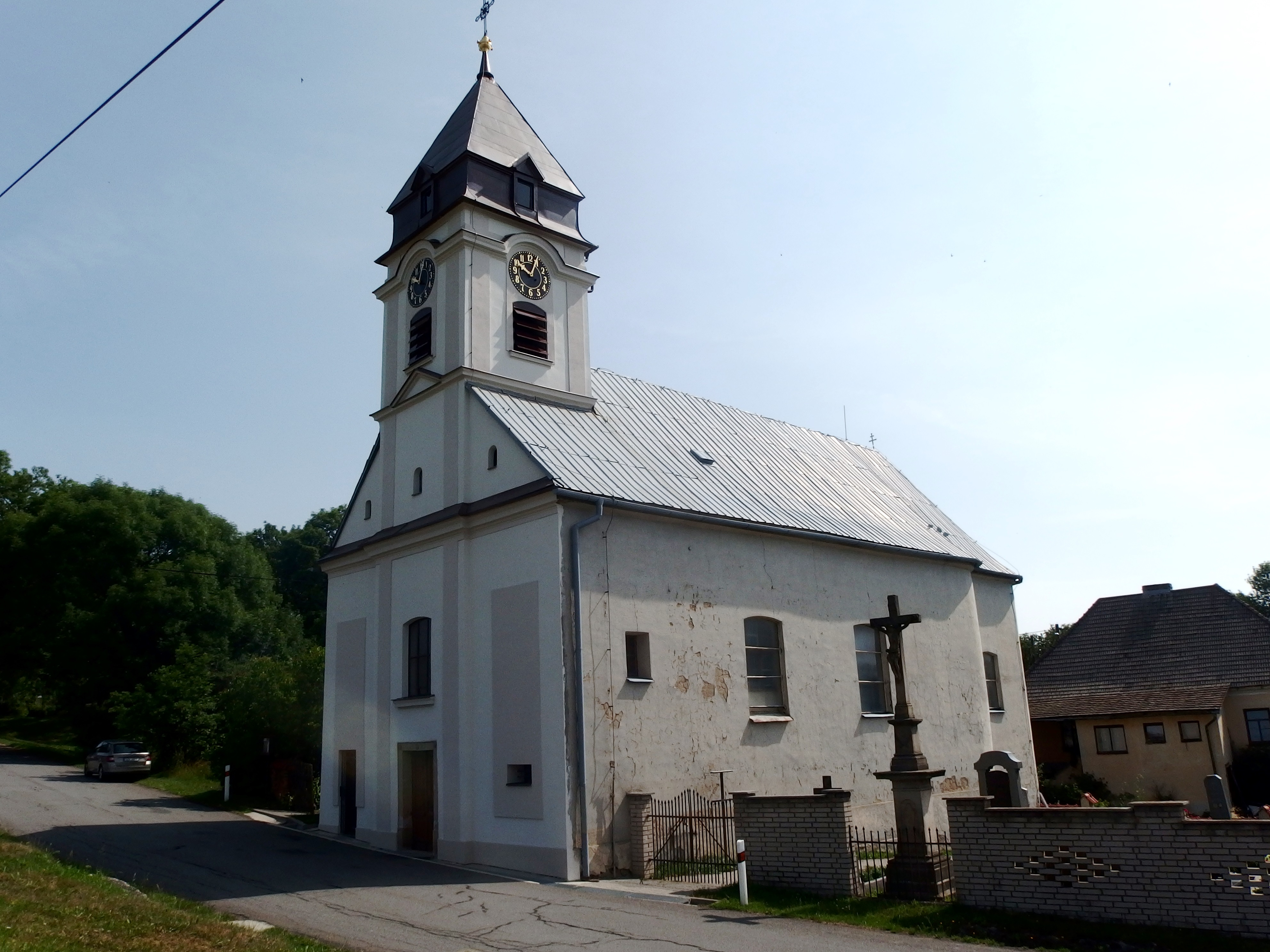
Ansicht von Südwesten (2018)

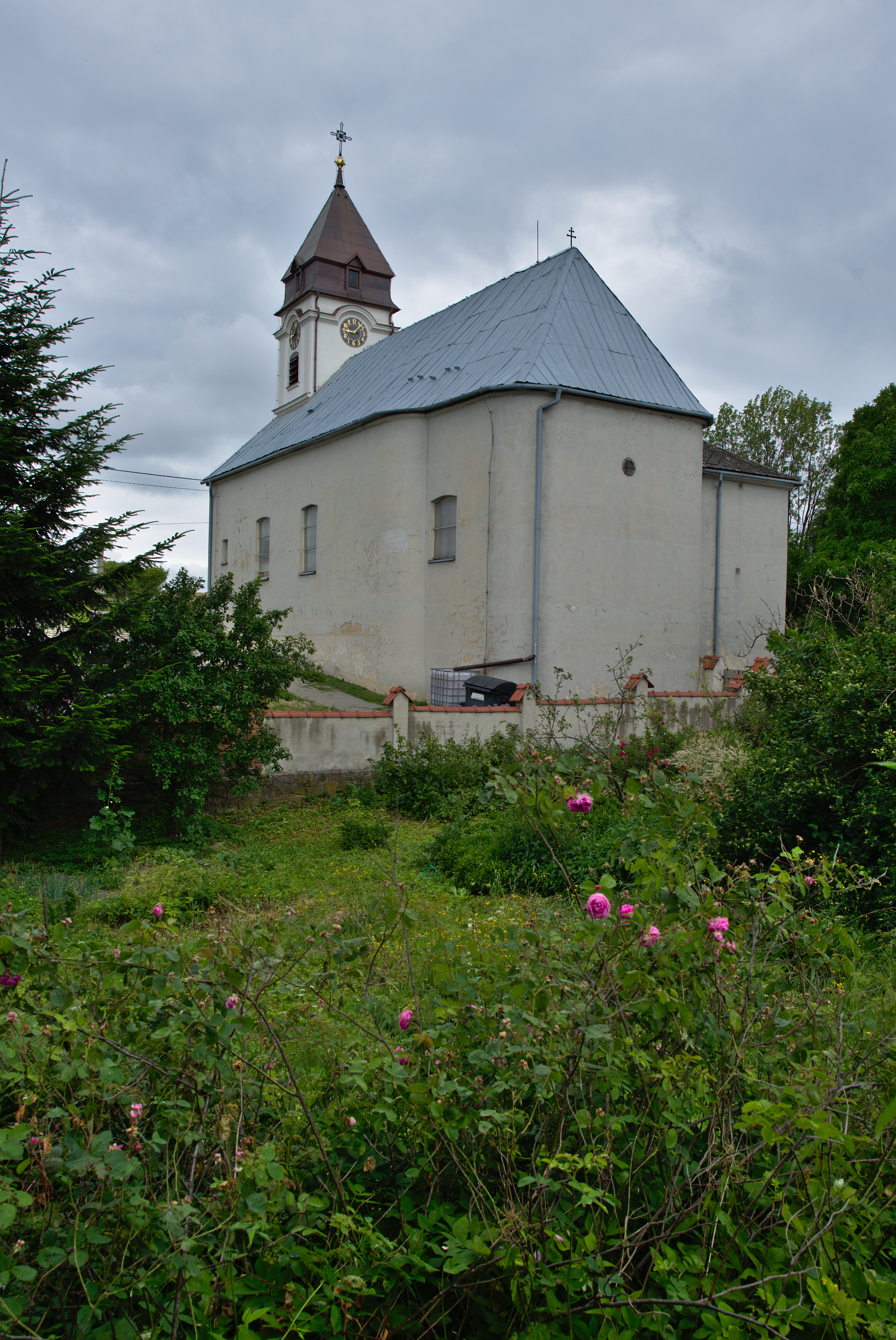
Südostansicht vom Pfarrhof (2018)

Die Dreifaltigkeitskirche (tschechisch Kostel Nejsvětější Trojice) ist ein Kirchengebäude des römisch-katholischen Bistums Ostrau-Troppau im Ortsteil Veselí (Wessiedel) der Stadt Odry (Odrau) im Okres Nový Jičín, Tschechien. Sie gehört zur Pfarrei Odry.

## Lage
Die Kirche befindet sich Ortszentrum von Veselí an der Dorfstraße. Südlich schließt sich der ummauerte Friedhof an. Hinter dem Friedhof entspringt der Vraženský potok (Roßbach).

## Beschreibung
Das geostete einschiffige Bauwerk hat eine Länge von 22 m und eine Breite von 9 m. Es besteht aus einem rechteckigen Schiff und einem leicht eingerückten – ebenfalls rechteckigem – Presbyterium an der Ostseite, an das sich nördlich eine Sakristei anschließt. Das Schiff und das Presbyterium sind mit einem klassizistischen Stuhldach versehen. Den westlichen Abschluss bildet der niedrige Kirchturm mit Uhrwerk und Zeltdach, unter dem sich in der Hauptfassade das schlichte Eingangsportal befindet.
Hinter der Kirche liegt der Pfarrhof mit dem ebenerdigen schlichten Pfarrhaus (Nr. 68). In einer Lücke der Friedhofsmauer befindet sich unterhalb der Kirche ein steinernes Kreuz.

## Geschichte

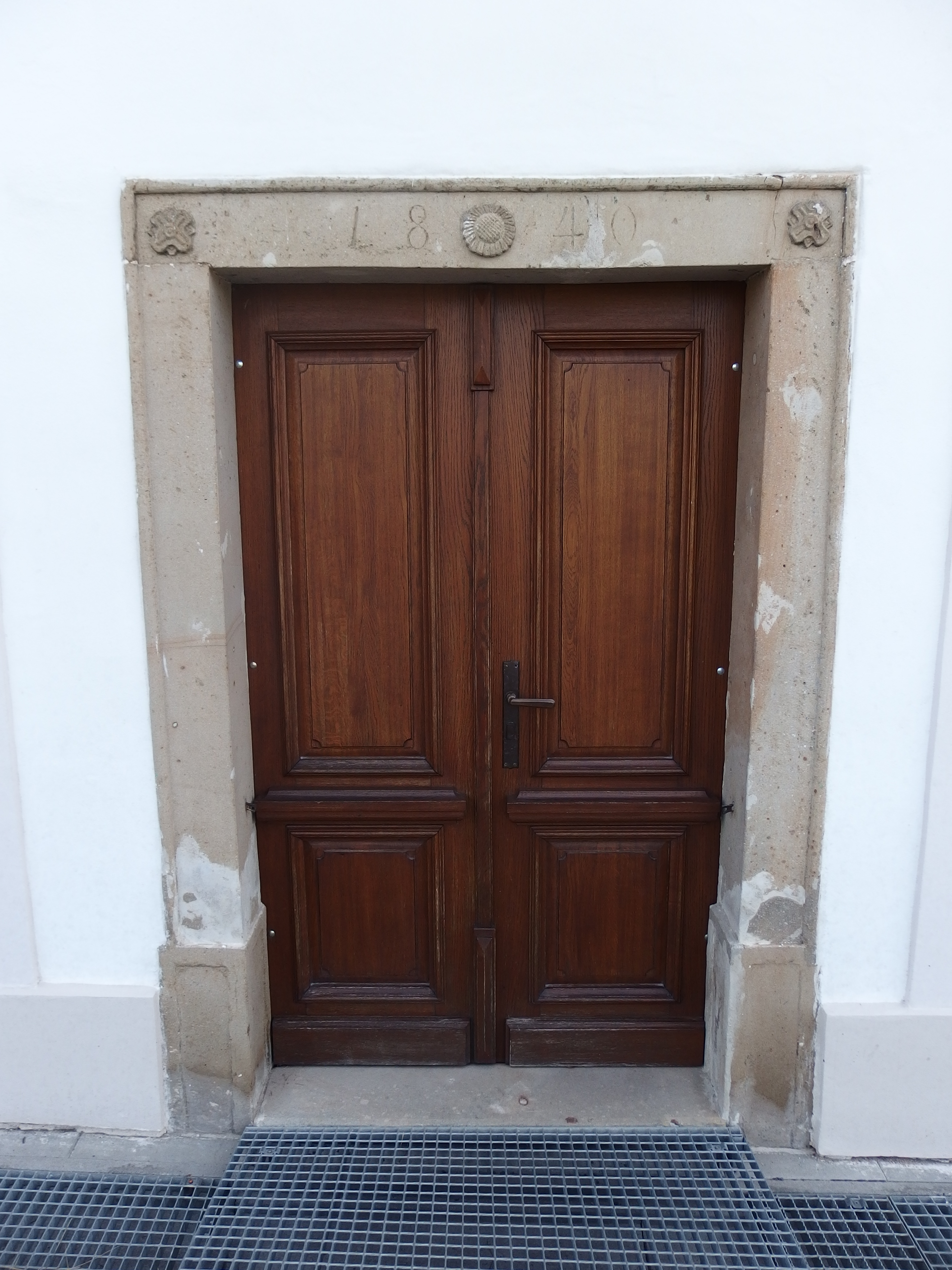
Eingangsportal mit Jahreszahl der Kirchweihe

Wessiedel war seit jeher nach Odrau eingepfarrt, dort wurden 1611 auch die ersten Kirchenbücher angelegt. In dem Dorf stand lediglich ein Glockenturm. 1787 wurde anstelle des Glockenturmes eine Messkapelle der hl. Dreifaltigkeit errichtet und am 12. Oktober desselben Jahres vom Dechanten August von Beer geweiht. 1809 wurde in Wessiedel eine Lokalie mit einem Lokalkaplan bzw. Kurator eingerichtet. Im Jahr darauf begann auch die Führung eigener Matriken.
In den Jahren 1839–1840 erfolgte der Bau der heutigen Kirche. Der ursprünglich mit einer Dachlaterne versehene Kirchturm wurde 1928 nach Plänen des Architekten Ferdinand Hickel umgestaltet.